# Caucano (general de Simeão I)
Caucano (em grego medieval: Καύκανος; romaniz.: Kaukanos) ou Cagano (em grego medieval: Χάγανος; romaniz.: Cháganos) foi um oficial búlgaro do século X, ativo durante o reinado do cã Simeão I (r. 893–927). Às veze pensa-se que pode ser associado ao oficial Cnemo que é citado em 924 ou mesmo com Menico, que é mencionado junto com ele.

## Vida
Caucano provavelmente não era seu nome, mas sim o título de caucano. Aparece em 922, quando comandou um exército com Menico enviado por Simeão contra Constantinopla. Quando esse exército chegou em Manglaba, nas cercanias da capital, o imperador Romano I Lecapeno (r. 920–944), que temia que os palácios imperiais em Pegas e no Bósforo fossem devastados, reuniu um exército sob João, o Reitor, Aleixo Mosele, Potos e Leão Argiro. Na quinta semana de Quaresma (primeira semana de abril), os búlgaros derrotaram esse exército, matando alguns oficiais bizantino e incendiando os palácios.